# William Walrond, 1. Baron Waleran

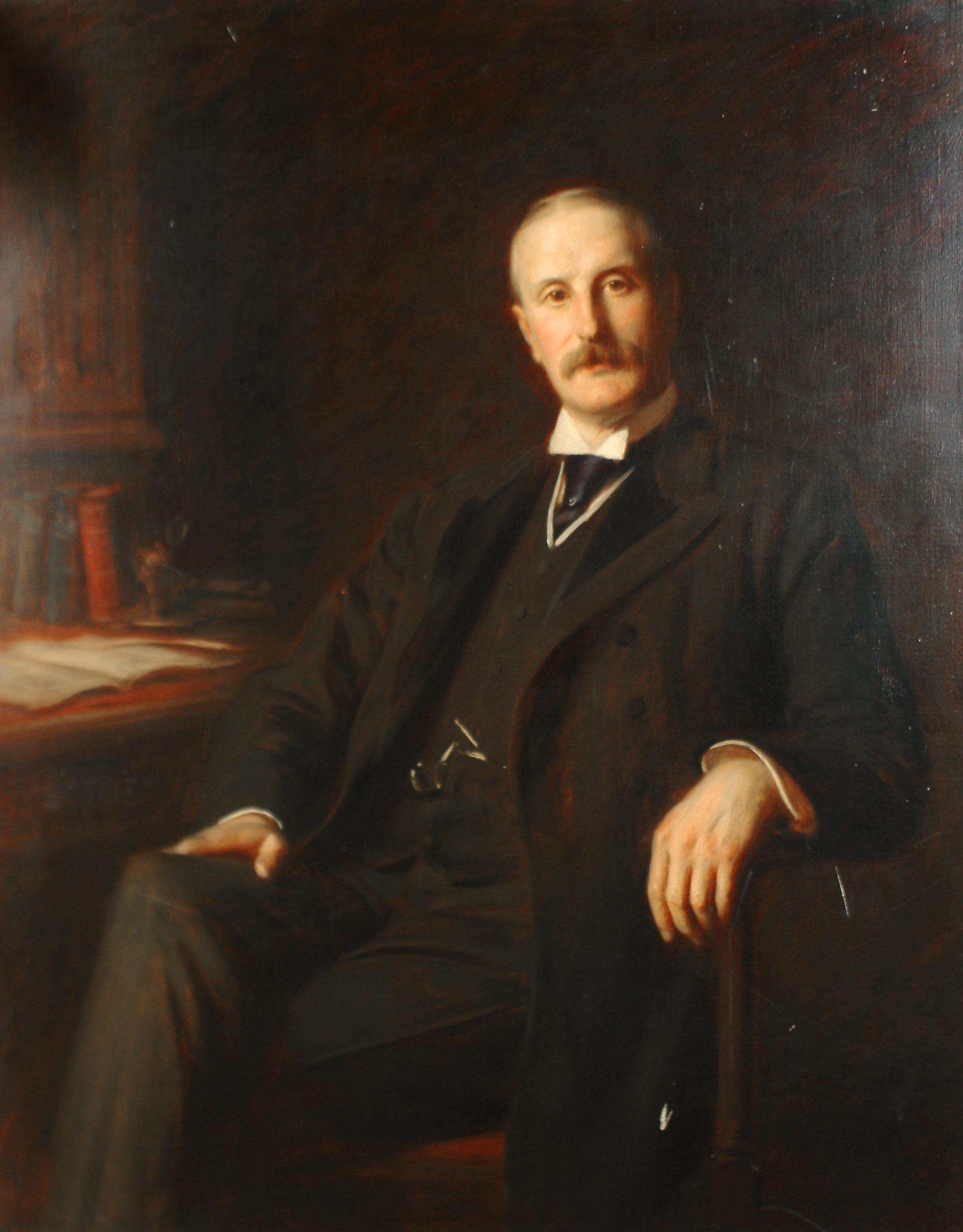
William Walrond, 1. Baron Waleran

William Hood Walrond, 1. Baron Waleran, PC, DL, JP (* 26. Februar 1849; † 17. Mai 1925) war ein britischer Politiker der Conservative Party, der zwischen 1880 und 1905 Abgeordneter des Unterhauses (House of Commons) sowie von 1902 bis 1905 Kanzler des Herzogtums Lancaster (Chancellor of the Duchy of Lancaster) war. Nachdem er 1905 zum Baron Waleran erhoben wurde, war er bis zu seinem Tode 1925 Mitglied des Oberhauses (House of Lords).

## Leben

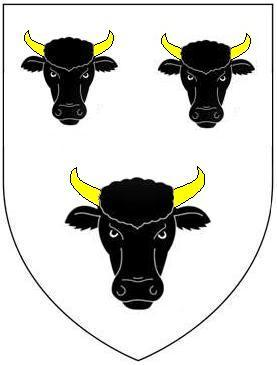
Wappen des Barons Waleran

William Hood Walrond war der älteste Sohn und das zweite von acht Kindern des Politikers John Walrond Walrond, der zwischen 1865 und 1868 ebenfalls Abgeordneter des Unterhauses war und 1876 zum Baronet, of Bradfield and of Newcourt, both in the County of Devon, erhoben wurde, sowie dessen Ehefrau Frances Caroline Hood, eine Tochter von Samuel Hood, 2. Baron Bridport und Charlotte Hood, 3. Duchess of Bronté. Eine seiner Schwestern, Margaret Walrond, war mit Charles Hepburn-Stuart-Forbes-Trefusis, 20. Baron Clinton verheiratet, einem Unterhausabgeordneten, der zwischen 1867 und 1868 Unterstaatssekretär im Ministerium für Indien sowie von 1887 bis 1904 Lord Lieutenant der Grafschaft Devon war. Eine weitere jüngere Schwester, Gertrude Walrond, war mit dem Unterhausabgeordneten Thomas Dyke Acland verheiratet, der 1898 den Titel des 12. Baronet Acland, of St Columb John, erbte. Seine jüngere Schwester Mary Caroline Walrond war in erster Ehe mit Oberstleutnant Sir George Clay verheiratet, der 1876 den Titel als 3. Baronet Clay, of Fulwell Lodge, erbte. Sein einziger Bruder war Oberst Arthur Melville Hood Walrond.
Nach dem Besuch des renommierten Eton College diente William Walrond im Gardegrenadierregiment Grenadier Guards und wurde zuletzt zum Captain befördert. Am 31. März 1880 wurde er für die Conservative Party erstmals zum Abgeordneten des Unterhauses (House of Commons) gewählt und vertrat in diesem zunächst bis zum 24. November 1885 den Wahlkreis Devon Eastern. Nach Auflösung dieses Wahlkreises wurde er am 24. November 1885 erneut Abgeordneter des Unterhauses und vertrat nunmehr bis zum 23. Dezember 1905 den Wahlkreis Tiverton. Im ersten Kabinett Salisbury (24. Juni 1885 bis 28. Januar 1886) sowie erneut im zweiten Kabinett Salisbury (3. August 1886 bis 15. August 1892) war er Lord im Schatzamt (Lord of the Treasury). Beim Tod seines Vaters am 23. April 1889 erbte er dessen Titel als 2. Baronet.
Im dritten Kabinett Salisbury fungierte William Walrond zwischen dem 25. Juni 1895 und dem 11. Juni 1902 als Parlamentarischer Sekretär des Schatzamtes (Parliamentary Secretary to the Treasury) sowie zugleich als Erster Parlamentarischer Geschäftsführer (Chief Whip) der Fraktion der Conservative Party im Unterhaus. Als solcher wurde er am 7. März 1899 auch Mitglied des Kronrates (Privy Council). Im darauf folgenden Kabinett Balfour übernahm er am 11. August 1902 von Henry James, 1. Baron James of Hereford das Amt als Kanzler des Herzogtums Lancaster (Chancellor of the Duchy of Lancaster) und hatte dieses bis zum 4. Dezember 1905 inne. Nach seinem Ausscheiden aus dem Unterhaus wurde er durch ein Letters Patent vom 23. Dezember 1905 in der Peerage of the United Kingdom als Baron Waleran, of Uffculme in the County of Devon, zum erblichen Peer erhoben, wodurch er bis zu seinem Tod am 17. Mai 1925 Mitglied des Oberhauses (House of Lords) war.
William Hood Walrond war zweimal verheiratet. In erster Ehe heiratete er am 11. April 1871 Elizabeth Katharine Pitman, die am 11. Oktober 1911 verstarb. Aus dieser Ehe gingen zwei Töchter und zwei Söhne hervor. Die Tochter Dorothy Katharine Walrond († 1952) war mit Arthur Southwell, 5. Viscount Southwell verheiratet. Seine Tochter Evelyn Maud Walrond (1872–1944) war die Ehefrau des Barristers George Russell Northcote. Sein älterer Sohn John Walrond († 1925) verstarb bereits als Jugendlicher, während sein zweiter Sohn William Lionel Charles Walrond (1876–1915) als dessen Nachfolger 1906 im Wahlkreis Tiverton Abgeordneter des Unterhauses wurde, allerdings während des Ersten Weltkrieges am 2. November 1915 fiel. Daher erbte bei seinem Tod am 17. Mai 1925 sein Enkel William George Hood Walrond (1905–1966), der ältere Sohn von William Lionel Charles Walrond, die Titel als 2. Baron Waleran und als 3. Baronet. Seine am 28. Oktober 1913 geschlossene zweite Ehe mit Helena Margaret Morrison († 1956) blieb kinderlos.